# Mohammad Ali Khojastehpour
Mohammad Ali Khojastehpour, né en 1931 et mort en 2007, est un lutteur iranien spécialiste de la lutte libre.

## Carrière
Mohammad Ali Khojastehpour participe aux Jeux olympiques d'été de 1956 à Melbourne et remporte la médaille d'argent dans la catégorie de poids mouches.